# Kirchdorf an der Iller
Kirchdorf an der Iller là một xã ở huyện Biberach ở bang Baden-Württemberg thuộc nước Đức. Đô thị này có diện tích 22,85 km², dân số thời điểm 31 tháng 12 năm 2020 là 3925 người.